# Nephthea pacifica
Nephthea pacifica är en korallart som beskrevs av Kükenthal 1903. Nephthea pacifica ingår i släktet Nephthea och familjen Nephtheidae. Inga underarter finns listade i Catalogue of Life.